# Cybaeus desmaeus
Cybaeus desmaeus är en spindelart som beskrevs av Zhu och Wang 1992. Cybaeus desmaeus ingår i släktet Cybaeus och familjen vattenspindlar. Inga underarter finns listade i Catalogue of Life.